# 石川亮
石川 亮（いしかわ りょう、1995年7月20日 - ）は、神奈川県川崎市出身のプロ野球選手（捕手）。右投右打。オリックス・バファローズ所属。

## 経歴

### プロ入り前
川崎市立橘中学校在学時は中学硬式野球クラブの強豪である武蔵府中シニアに所属、3年時には主将としてチームを全国3位に導いた。
帝京高校入学後の2011年夏には第93回全国高等学校野球選手権大会東東京都大会に1年生ながらベンチ入りを果たすと同時に帝京高校野球部では史上初となる1年生での正捕手に抜擢、2学年上の伊藤拓郎投手とのバッテリーで東東京都大会を制覇し甲子園への出場を果たした。
優勝候補本命としての出場となった甲子園初戦は大谷翔平を擁する花巻東を乱打戦の末に破るが、2回戦の八幡商戦では9回土壇場まで3点をリードしていながら逆転満塁本塁打を喫し2回戦敗退となった。その後は3年時の春季東京都大会で優勝を果たしたが、再度の甲子園出場はできなかった。高校通算22本塁打。
2013年10月24日に行われたドラフト会議では、北海道日本ハムファイターズから8位指名を受け、入団した。背番号は68。

### 日本ハム時代

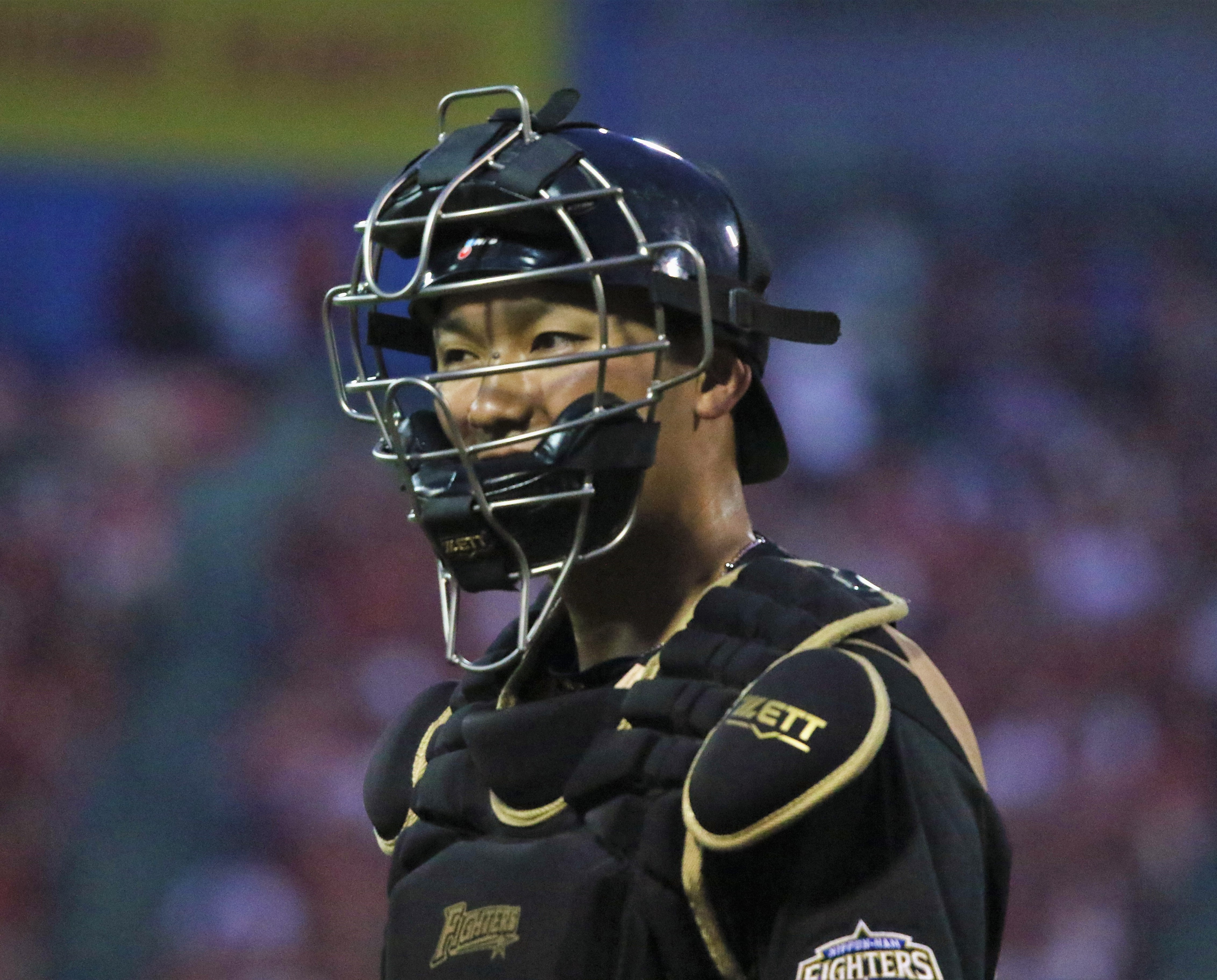
北海道日本ハムファイターズ時代
（2018年6月18日 マツダスタジアム）

2014年10月2日、対埼玉西武ライオンズ24回戦（西武ドーム）、「8番・捕手」で一軍先発初出場。2回表に初打席を迎え牧田和久から右前に3点適時三塁打を打った。試合には負けたが盗塁も1つ刺した。一軍での出場はこの1試合のみであった。
2015年は、前年の正捕手大野奨太が右肘痛を発症し開幕に間に合わず、二番手捕手の市川友也もヘルニアの手術の影響で開幕に間に合わなかった関係で開幕ベンチ入りを果たす。4月末に大野が復帰しても捕手3人体制だったこともあり二軍落ちはしなかったものの、6月後半に市川の復帰で二軍落ちした。8月18日に一軍復帰したが、閉幕直前の9月28日に一軍登録を抹消され2015年の一軍でのシーズンを終えたが27試合を記録した。
2018年は、32試合に出場し11安打を打った。
2019年は、最多勝を獲得した有原航平の女房役として先発マスクを被るなど、46試合に出場した。しかし、宇佐見真吾のトレード加入により出番は減り、8月12日に二軍に降格するとそのままシーズンを終えた。
2020年は、17試合の出場にとどまり、シーズン中に打撃フォームの変更も試みたが、打率も.143と振るわなかった。
2021年は、チームが開幕から低迷する中4月末にスタメンマスクで出場し以後自己最多の60試合の出場を果たす。特にこの年新人で活躍した伊藤大海との相性を買われ、契約更改では600万円増の年俸1700万円で契約を更改。
2022年は、前年の半分以下の出場数に終わった。

### オリックス時代
2022年11月10日、 齋藤綱記とのトレードでオリックス・バファローズに移籍することが発表された。背番号は37。
2023年は、3度目の先発起用となった9月26日の西武戦（京セラドーム）で移籍初安打を記録する。若月健矢、森友哉に次ぐ3番手捕手として控え、14試合の出場に留まったが、盛り上げ役に徹し、リーグ優勝を果たしたチームを支えた。
2024年は13試合の出場にとどまり、打率.143に終わった。オフに100万円減の推定年俸1600万円で契約を更改した。

## 選手としての特徴・人物
- 優れたキャッチングと強肩に加え[12][13]、意外性のあるインサイドワークが魅力の捕手[14]。
- 愛称は「いしりょ」[15]、「イシリョウ」[16]。

- 明るい人柄の持ち主であり、投手陣と密なコミュニケーションを図っている[14]。

- 4歳時に空手を始め、小学校時代は全国大会で優勝した経験もあるが、その後野球に専念した[17]。

- 野球においては右投右打だが、日常生活は全て左利き。

- プロゴルファーの石川遼とは、同姓同名であり、入団会見時に「ゴルフ界には同じ名前の読で有名な方がいるので、野球の石川亮を1年目から浸透させていきたいです。」と語っている[18]。

- スタジアム内での選手表記は、フルネームの『石川亮』。

- 理容組合北海道日本ハムファイターズ後援会が球団とコラボレーションして、毎年の最新ヘアデザインのモデルを若手選手の中よりファン投票で選出している企画「ファイターズスタイル」の2020年度モデルに選ばれた[19][20]。

## 詳細情報

### 年度別打撃成績
| 年 度      | 球 団      | 試 合 | 打 席 | 打 数 | 得 点 | 安 打 | 二 塁 打 | 三 塁 打 | 本 塁 打 | 塁 打 | 打 点 | 盗 塁 | 盗 塁 死 | 犠 打 | 犠 飛 | 四 球 | 敬 遠 | 死 球 | 三 振 | 併 殺 打 | 打 率 | 出 塁 率 | 長 打 率 | O P S |
| ---------- | ---------- | ----- | ----- | ----- | ----- | ----- | -------- | -------- | -------- | ----- | ----- | ----- | -------- | ----- | ----- | ----- | ----- | ----- | ----- | -------- | ----- | -------- | -------- | ----- |
| 2014       | 日本ハム   | 1     | 4     | 4     | 1     | 1     | 0        | 1        | 0        | 3     | 3     | 0     | 0        | 0     | 0     | 0     | 0     | 0     | 1     | 0        | .250  | .250     | .750     | 1.000 |
| 2015       | 日本ハム   | 27    | 31    | 28    | 1     | 6     | 2        | 0        | 0        | 8     | 3     | 0     | 0        | 0     | 2     | 1     | 0     | 0     | 9     | 0        | .214  | .226     | .286     | .512  |
| 2016       | 日本ハム   | 1     | 0     | 0     | 0     | 0     | 0        | 0        | 0        | 0     | 0     | 0     | 0        | 0     | 0     | 0     | 0     | 0     | 0     | 0        | ----  | ----     | ----     | ----  |
| 2018       | 日本ハム   | 32    | 57    | 50    | 4     | 11    | 3        | 0        | 0        | 14    | 3     | 0     | 0        | 2     | 0     | 4     | 0     | 1     | 16    | 1        | .220  | .291     | .280     | .571  |
| 2019       | 日本ハム   | 46    | 86    | 75    | 3     | 15    | 3        | 0        | 0        | 18    | 3     | 0     | 0        | 9     | 0     | 2     | 0     | 0     | 29    | 2        | .200  | .221     | .240     | .461  |
| 2020       | 日本ハム   | 17    | 22    | 21    | 0     | 3     | 1        | 0        | 0        | 4     | 1     | 0     | 0        | 1     | 0     | 0     | 0     | 0     | 8     | 0        | .143  | .143     | .190     | .333  |
| 2021       | 日本ハム   | 60    | 123   | 108   | 6     | 20    | 2        | 0        | 0        | 22    | 7     | 0     | 1        | 11    | 0     | 4     | 0     | 0     | 21    | 3        | .185  | .214     | .204     | .418  |
| 2022       | 日本ハム   | 23    | 52    | 45    | 3     | 7     | 0        | 0        | 0        | 7     | 3     | 0     | 0        | 5     | 0     | 2     | 0     | 0     | 7     | 1        | .156  | .191     | .156     | .347  |
| 2023       | オリックス | 14    | 11    | 11    | 0     | 1     | 0        | 0        | 0        | 1     | 0     | 0     | 0        | 0     | 0     | 0     | 0     | 0     | 3     | 0        | .091  | .091     | .091     | .182  |
| 2024       | オリックス | 13    | 8     | 7     | 0     | 1     | 1        | 0        | 0        | 2     | 0     | 0     | 0        | 0     | 0     | 1     | 0     | 0     | 2     | 0        | .143  | .250     | .286     | .536  |
| 通算：10年 | 通算：10年 | 234   | 394   | 349   | 18    | 65    | 12       | 1        | 0        | 77    | 23    | 0     | 1        | 28    | 2     | 14    | 0     | 1     | 96    | 7        | .186  | .219     | .226     | .445  |

- 2024年度シーズン終了時

### 年度別守備成績
| 年 度 | 球 団      | 捕手  | 捕手  | 捕手  | 捕手  | 捕手  | 捕手     | 捕手  | 捕手     | 捕手     | 捕手     | 捕手     |
| 年 度 | 球 団      | 試 合 | 刺 殺 | 補 殺 | 失 策 | 併 殺 | 守 備 率 | 捕 逸 | 企 図 数 | 許 盗 塁 | 盗 塁 刺 | 阻 止 率 |
| ----- | ---------- | ----- | ----- | ----- | ----- | ----- | -------- | ----- | -------- | -------- | -------- | -------- |
| 2014  | 日本ハム   | 1     | 8     | 1     | 0     | 0     | 1.000    | 1     | 1        | 0        | 1        | 1.000    |
| 2015  | 日本ハム   | 27    | 58    | 8     | 0     | 2     | 1.000    | 1     | 8        | 6        | 2        | .250     |
| 2016  | 日本ハム   | 1     | 2     | 0     | 0     | 0     | 1.000    | 0     | 0        | 0        | 0        | ----     |
| 2018  | 日本ハム   | 31    | 122   | 22    | 0     | 0     | 1.000    | 1     | 18       | 13       | 5        | .278     |
| 2019  | 日本ハム   | 45    | 196   | 30    | 0     | 1     | 1.000    | 1     | 27       | 22       | 5        | .185     |
| 2020  | 日本ハム   | 17    | 57    | 7     | 0     | 1     | 1.000    | 1     | 7        | 6        | 1        | .143     |
| 2021  | 日本ハム   | 58    | 283   | 36    | 4     | 3     | .988     | 1     | 47       | 38       | 9        | .191     |
| 2022  | 日本ハム   | 23    | 115   | 18    | 2     | 2     | .985     | 0     | 16       | 14       | 2        | .125     |
| 2023  | オリックス | 14    | 36    | 3     | 0     | 0     | 1.000    | 0     | 7        | 6        | 1        | .143     |
| 2024  | オリックス | 13    | 26    | 3     | 1     | 0     | .967     | 0     | 4        | 2        | 2        | .500     |
| 通算  | 通算       | 230   | 903   | 128   | 7     | 9     | .993     | 6     | 135      | 107      | 28       | .207     |

- 2024年度シーズン終了時[注 1]

### 記録
初記録
- 初出場・初先発出場：2014年10月2日、対埼玉西武ライオンズ24回戦（西武ドーム）、「8番・捕手」で先発出場
- 初打席・初安打・初打点：同上、2回表に牧田和久から右前3点適時三塁打

### 背番号
- 68（2014年[2] - 2022年）
- 37（2023年[8] - ）